# Thompson Speedway Motorsports Park

layout de circuit

Thompson Speedway Motorsports Park est un complexe de course automobile comprenant un ovale de 5/8 mille (1 006 m) et un circuit routier de 1,7 mille (2 735 m) situé à Thompson, Connecticut aux États-Unis. Il a longtemps été considéré comme l'Indianapolis de l'est. La piste est sous sanction NASCAR Whelen All-American Series.
Au fil des années, la piste a reçu la visite de très nombreuses séries dont plusieurs de la sanction NASCAR, dont la Whelen Modified Tour, Busch North Tour et Camping World East Series. Les séries ACT Pro Stock Tour, ACT Tour et PASS North s'y sont aussi produites.
Le circuit Thompson Speedway Motorsports Park fait partie du jeu vidéo iRacing.

## Vainqueurs ACT Pro Stock Tour
- 4 mai 1986 Claude Leclerc
- 11 octobre 1992 Junior Hanley

## Vainqueurs PASS North
- 5 octobre 2003 Mike Rowe
- 10 juillet 2004 Ted Christopher
- 2 octobre 2004 Scott Mulkern
- 15 mai 2005 Cassius Clark
- 13 juillet 2006 Cassius Clark
- 14 juillet 2007 Ben Rowe
- 12 juillet 2008 Ben Rowe
- 11 juillet 2009 Derek Ramstrom
- 22 juillet 2010 Ben Rowe
- 21 juillet 2011 Johnny Clark
- 12 juillet 2012 Derek Ramstrom